# Severní Sinaj
Severní Sinaj (arabsky: شمال سيناء) je egyptský guvernorát, nachází se na východě země na severu Sinajského poloostrova. Rozloha guvernorátu činí 27 564 km2, v roce 2012 zde žilo 395 000 obyvatel. Hlavní město guvernorátu je Aríš.